# 容济约
容济约（法語：Jonzieux，法語發音：[ʒɔ̃zjø]）是法国卢瓦尔省的一个市镇，位于该省南部，属于圣艾蒂安区。

## 地理
容济约（45°18'49"N, 4°21'44"E）面积10.32 平方千米，位于法国奥弗涅-罗讷-阿尔卑斯大区卢瓦尔省，该省份为法国中南部省份，北起顺时针与索恩-卢瓦尔省、罗讷省、伊泽尔省、阿尔代什省、上盧瓦爾省、多姆山省和阿列省接壤。
与容济约接壤的市镇（或旧市镇、城区）包括：圣瑞斯特马尔蒙、圣维克托马莱斯库尔、马勒、圣热内-马利福、圣罗曼莱萨特。

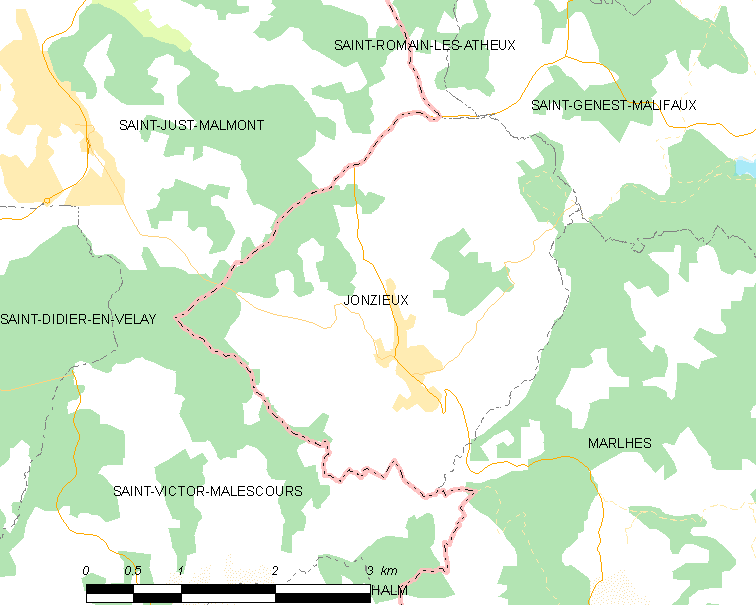
容济约的OSM定位图

容济约的时区为UTC+01:00、UTC+02:00（夏令时）。

## 行政
容济约的邮政编码为42660，INSEE市镇编码为42115。

## 政治
容济约所属的省级选区为勒皮拉县。

## 人口

1962-2008年间容济约人口变化图示

容济约于2022年1月1日时的人口数量为1229人。